# Lorenzo Vallés

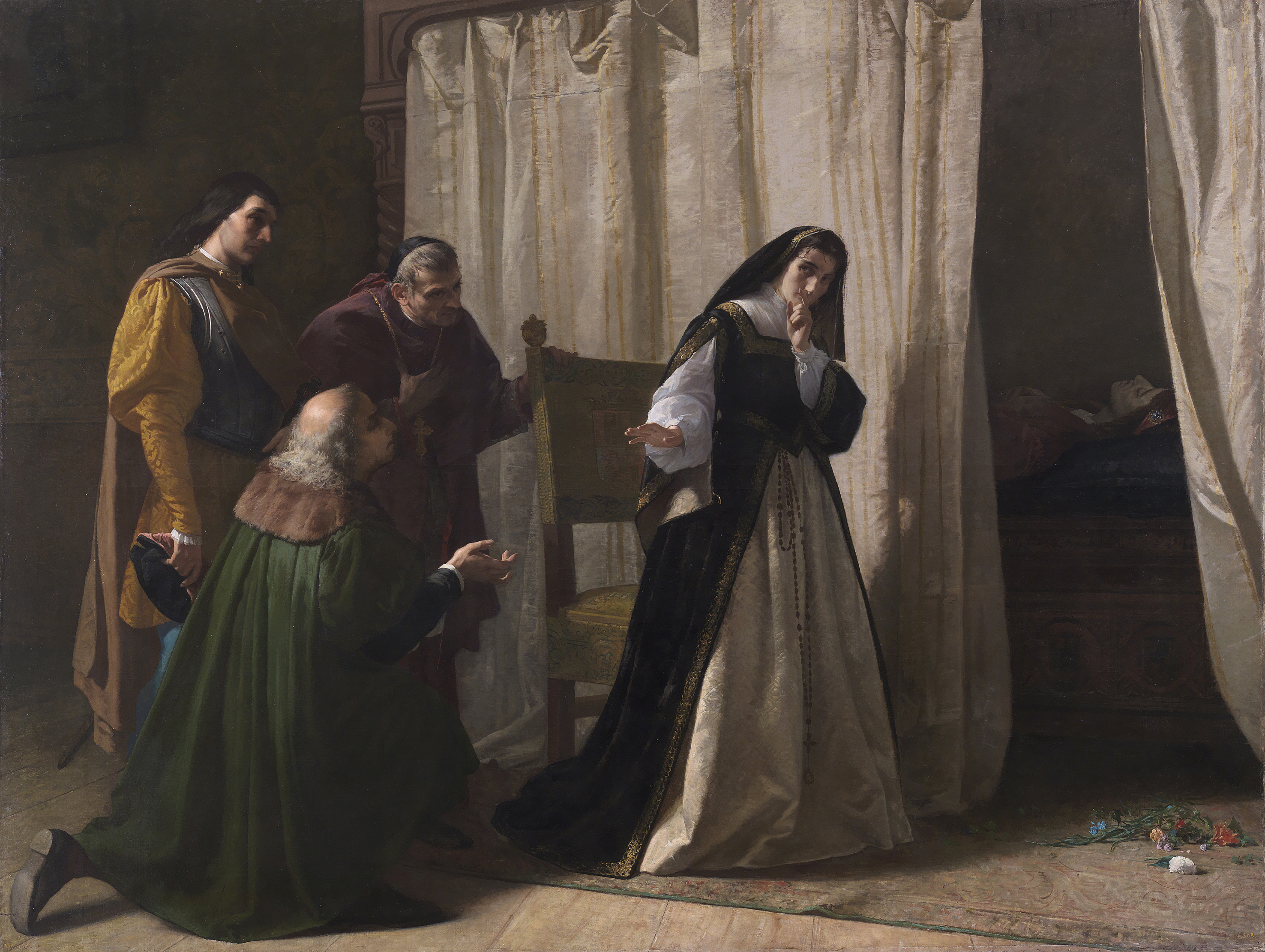
Demencia de Doña Juana de Castilla, 1866.

Lorenzo Vallés (Madrid, 1831-Roma, 1910) fue un pintor español, de estilo realista, con ejemplos destacados de pintura de historia.

## Biografía
Realizó su aprendizaje en la Escuela de Bellas Artes de San Fernando de Madrid, con Francisco Cerdá de Villarestan. El Duque de Sesto le pensionó una estancia en Roma en torno al año 1853, donde se incorporó al taller de Johann Friedrich Overbeck.
Obtuvo varios galardones en exposiciones españolas e internacionales entre los años 1858 y 1892.

## Obras
- Demencia de doña Juana de Castilla, óleo sobre lienzo, 238 x 313 cm, 1866.[4]
- El cadáver de Beatriz de Cenci expuesto en el puente de Sant'Angelo, óleo sobre lienzo, 137 x 201 cm.
- Muerte de Juan Escobedo, óleo sobre tabla, 26,5 x 35 cm, hacia 1879.[5]